# Миронов Сергій Михайлович
Сергій Михайлович Миронов (рос. Сергей Михайлович Миронов, нар. 14 лютого 1953 року, Пушкін, Ленінград) — російський політик. Керівник фракції «Справедлива Росія» у Державній думі РФ з 5 жовтня 2016 року.
Депутат Державної думи Російської Федерації VII скликання. Голова партії «Справедлива Росія» — член бюро президії Центрального ради партії, депутат Законодавчих зборів Санкт-Петербурга (1994–2001). Заступник голови Законодавчих зборів Санкт-Петербурга (2000—2002).
Виставляв свою кандидатуру на виборах президента РФ в 2004 і 2012 роках і обидва рази займав останнє місце. Голова Наглядової ради «Союзу десантників Росії».
З 2014 року під міжнародними санкціями — йому заборонено виїзд до США та Західної Європи.

## Життєпис
Сергій Миронов народився 14 лютого 1953 року в місті Пушкіна. Батьки походять з Тверській і Новгородської областей. Мати — Галина Федорівна Варламова, батько — Михайло Омелянович Миронов. Батько — фронтовик Німецько-радянської війни; після демобілізації залишився служити в армії. Мати працювала інструктором партійного обліку. Дід Омелян Еремеіч Миронов був розстріляний у вересні 1937 року.
Закінчив середню школу № 410 Пушкінського району Ленінграда..
У 1969 вступив до Індустріального технікуму на факультет «Геофізичні методи пошуку та розвідки корисних копалин і мінералів». Однак, провчившись один семестр, закинув навчання. Влітку наступного року знову вступив на перший курс цього ж технікуму. Після першого курсу з'їздив в першу експедицію на Кольський півострів.
Восени 1971, на початку другого курсу, маючи відстрочку від армії до закінчення технікуму, добровільно пішов на строкову службу. Служив у повітряно-десантних військах (ВДВ) ВС СРСР 1973 у Литві та Азербайджані.

### Освіта та кар'єра
У 1974 21-річний Сергій Миронов вступив у Ленінградський гірничий інститут ім. Плеханова. Будучи студентом почав працювати в НВО «Геофізика», в секторі, де займалися пошуками уранової сировини.
1978—1986 — старший інженер-геофізик НВО «Рудгеофизика» (нині ФДМ НВП «Геологорозвідка»), потім — геофізиком Зеленогірській експедиції Міністерства геології СРСР.
З 1986 по 1991 за напрямом Міністерства геології СРСР працював старшим геофізиком аэропартии в Монгольської Народної Республіки. До цього він їздив туди протягом п'яти років на півроку, а в 1986 перебрався з родиною в Улан-Батор, де жив ще 5 років до розпаду СРСР у 1991 році.

### Після 1991 року
З 1991 по 1993 рік був виконавчим директором пушкінського АТЗТ «Російська торгова палата». 1992 — закінчив Санкт-Петербурзький технічний університет. У 1993 році отримав атестат Мінфіну Росії на право роботи на ринку цінних паперів.
1994—1995 — виконавчий директор АТВТ «Будівельна корпорація „Відродження Санкт-Петербурга“».

### Законодавчі збори Санкт-Петербурга (1994—2001)
У 1994 обраний депутатом Законодавчих зборів Санкт-Петербурга I скликання від блоку «Весь Петербург».
З квітня 1995 — перший заступник голови Законодавчих Зборів Санкт-Петербурга.
У 1997 році закінчив з відзнакою Російську академію державної служби при Президенті Російської Федерації
У 1998 році закінчив з відзнакою юридичний факультет Спбду.
Квітень — грудня 1998 — виконувач обов'язків голови Законодавчих Зборів Санкт-Петербурга I скликання.
У грудні 1998 року обраний депутатом Законодавчих Зборів Санкт-Петербурга II скликання по 12-му виборчому округу, отримавши 70 % голосів виборців (кращий результат в місті) і увійшов до складу фракції «Законність».
З 1999 слухач філософського факультету Спбду.
У 2000 році — заступник керівника виборчого штабу Володимира Путіна по Санкт-Петербургу, на президентських виборах 2000 року.
У червні 2000 обраний заступником голови Законодавчих Зборів Санкт-Петербурга другого скликання.
З вересня 2000 року — голова політради Санкт-Петербурзького регіонального політичного громадського руху «Воля Петербурга».

### Раду Федерації (2001—2011)

#### Член Ради Федерації
Після реформи Ради Федерації Федеральних Зборів.
13 червня 2001 року обраний членом Ради Федерації — представником законодавчого збори Санкт-Петербурга.
З червня 2001 — член Комітету Ради Федерації з конституційного законодавства і судово-правових питань, член Комісії Ради Федерації з регламенту та парламентських процедур.
З жовтня 2001 року — заступник голови Комітету Ради Федерації з конституційного законодавства і судово-правових питань.

#### Голова Ради Федерації
5 грудня 2001 року обраний головою Ради Федерації. Миронов був єдиним кандидатом на пост спікера — він був рекомендований президентом.
За затвердження на цій посаді Сергія Миронова проголосували 152 сенатора, 2 — проти і 4 члена Ради Федерації утрималися від голосування. На початку засідання повноваження голови Ради Федерації з себе склав Єгор Строєв, який перебував на цій посаді протягом двох термінів. Очолюючи Рада Федерації, виступав проти політизації цього органу і створення в ньому партійних фракцій.
Першою ініціативою Миронова на цій посаді стала пропозиція збільшити президентський термін з 4 до 7 років. За словами спікера Ради Федерації, «для Росії в сучасних умовах 4 роки президентського терміну — це мало». Президент Володимир Путін у відповідь заявив, що вважає таке збільшення недоцільним, однак ця ідея знайшла чимало прихильників.
30 грудня того ж року Миронов запропонував новий порядок обрання членів Ради Федерації — посаду члена верхньої палати парламенту має бути виборною. Миронов розповів, що вже розробив відповідний законопроєкт. На його думку, тільки народний мандат дозволить членів верхньої палати парламенту стати незалежними.
1 лютого 2002 Миронов обраний головою Ради Міжпарламентської Асамблеї держав — учасників.

#### Справедлива Росія
2006 року брав участь у створенні і очолив партію «Справедлива Росія», покликану стати конкурентом «Єдиної Росії» в рамках потенційної двопартійної системи в Росії.
На початку 2007 року з обранням 4 скликання законодавчих зборів Санкт-Петербурга повноваження Сергія Миронова в Раді Федерації формально закінчилися. Але 28 березня новий парламент підтвердив повноваження Миронова, відкривши тим самим йому шлях до третього спікерського терміну. Миронов був знову обраний представником Петербурзького законодавчих зборів у Раді Федерації.
30 березня 2007 року переобраний головою Ради Федерації на третій термін.
16 квітня 2011 року пішов у відставку з поста голови «Справедливої Росії», залишаючись при цьому її лідером.
18 травня 2011 року за пропозицією фракції «Єдина Росія» Законодавчих зборів Санкт-Петербурга був відкликаний з посади представника Законодавчих зборів міста в Раді Федерації, позбувшись таким чином посади голови СФ.
25 травня 2011 року прийшов у Раду Федерації, де виступив з промовою, підвівши підсумки майже десятирічної роботи на посаді голови.

### Депутат Державної Думи РФ
8 червня 2011 року зареєстровано депутатом 5 скликання Державної думи, зайнявши місце депутата Олени Вторигіної..
14 червня 2011 року обраний Керівником фракції «Справедлива Росія» в думі РФ; став членом Комітету думи з науки і наукомістких технологій.
4 грудня 2011 року переобраний депутатом Думи 6 скликання, керівник фракції «Справедлива Росія» у Державній Думі, член Комітету ГД з житлової політики і житлово-комунальному господарству.
У грудні 2011 року на подовженому VI З'їзді партії «Справедлива Росія» була висунута кандидатура Миронова для участі у президентських виборах 2012 року.
З 11 липня 2012 року — член Державної ради РФ.
Сергій Миронов вважає, що треба бомбардувати центри прийняття рішень у столиці сусідньої держави Києві, і не проти вбивства президента України Володимира Зеленського.

### Після повномасштабного вторгнення
23 листопада 2023 року стало відомо, що Миронов та його дружина удочерили викрадену з України дівчинку, змінивши їй ім'я та прізвище. У грудні 2022 року Миронов та Варламова удочерили Маргариту, змінивши ім'я на Марина Сергіївна Миронова. Крім цього, його дружина також викрала й вивезла до росії двохлітнього українського хлопчика.

## Фінансування тероризму в Україні
В Севастополі і Сімферополі Миронов був 26-27 лютого 2014-го, безпосередньо перед початком анексії Криму РФ.[джерело?]
В кінці 2014 року і в кінці 2015 року відвідував окупований проросійськими терористами Донецьк. Виступає за визнання терористичних угруповань ДНР і ЛНР як держав.[джерело?]
В ході президентських виборів 2018 року відмовився висувати власну кандидатуру і був членом ініціативної групи, що висунула кандидатуру президента РФ Путіна.

### Кримінальне переслідування в Україні

Країни, де Миронов потрапив під санкції

Відкрито підтримує та фінансує проросійські терористичні організації в Україні. 25 липня 2014 року українське МВС порушило кримінальну справу проти Миронова.

## Санкції
У березні 2014 року Миронова включено до осіб, проти яких запроваджено санкціяї ЄС, США, Канади, Австралії і Швейцарії. У вересні 2015 року включений в санкційний список України.
7 вересня 2022 року Миронов був повторно доданий до санкційного списку України.

### Розслідування
Був одним із депутатів Держдуми РФ, хто 22 лютого 2022 року підтримав ратифікацію "договору про дружбу, співробітництво та взаємну допомогу" між Росією й терористичними угрупованнями ЛНР та ДНР. У листопаді 2023 року заочно засуджений українським судом до 15 років позбавлення волі.

## Нагороди
- Орден «За заслуги перед Вітчизною» III ступеня (14 лютого 2008) — за великий внесок у зміцнення і розвиток російської державності і парламентаризму[32]
- Орден «За заслуги перед вітчизною» IV ступеня (2018)[33]
- Медаль «300 років Російському флоту»[34]
- Медаль «В пам'ять 300-річчя Санкт-Петербурга» (2003)
- Медаль «В пам'ять 1000-річчя Казані» (2005)
- Ланцюг ордена Пошани (Перу, 2005)[35][36]
- Орден Пошани (Південна Осетія, 9 жовтня 2009 року) — за великий внесок у справу підтримання миру і стабільності на Кавказі, активну підтримку в питаннях відстоювання незалежності Південної Осетії та її міжнародного визнання, надану допомогу у відновленні зруйнованого господарства республіки[37]
- Орден «Співдружність» Міжпарламентської асамблеї СНД[38]
- Медаль «За бойової співдружності» (МВС Росії, 2005 рік)[39]
- Почесний знак «За заслуги у розвитку парламентаризму» та грамота ради федерації РФ[40]
- Відзнака «За заслуги в зміцненні співробітництва з Рахунковою палатою Російської Федерації» (2006)[41].
- Медаль «За видатний внесок у розвиток колекційного справи в Росії»[42]
- Медаль «За визволення Криму і Севастополя» (17 березня 2014 року) — за допомогу в анексії Криму Росією.[43]
- Шість разів нагороджувався вогнепальною зброєю: пістолетом Макарова, пістолетом «Вектор», пістолет Яригіна і револьвером «Наган»[44][45].